# Arthur Trappier
Arthur Benjamin Trappier, genannt „Art“ oder „Traps“, (* 28. Mai 1910 in Georgetown, South Carolina; † 17. Mai 1975 in New York City) war ein US-amerikanischer Schlagzeuger des New-Orleans-Jazz und des Swing.
Trappier spielte 1928 mit Charlie Skeets und in den 1930er Jahren mit der Sängerin Blanche Calloway, Tiny Bradshaw und Buddy Johnson. 1940 bis 1943 spielte er (und nahm auf mit) bei Fats Waller und leistete dann seinen Militärdienst im Zweiten Weltkrieg. Danach spielte er als Sideman mit zahlreichen Musikern des Swing und traditionellen Jazz, u. a. von Teddy Wilson, Edmond Hall, mit dem er auch aufnahm, Sy Oliver (1947), Art Hodes, Ralph Sutton, Tony Parenti, Sidney Bechet, Wilbur De Paris, Hot Lips Page, Red Allen, Conrad Janis, Wingy Manone, Rex Stewart, Josh White und Benny Goodman. In den 1950er Jahren leitete er ein eigenes Trio in Hotels in New York und der Bronx. Mit Willie The Lion Smith tourte er in Kanada und machte Aufnahmen. Er war aktiv bis in die 1970er Jahre.